# لیک ویسکانسین (ویسکانسین)
لیک ویسکانسین (به انگلیسی: Lake Wisconsin) یک منطقهٔ مسکونی در ایالات متحده آمریکا است که در شهرستان کلمبیا، ویسکانسین واقع شده‌است. لیک ویسکانسین ۴٬۱۸۹ نفر جمعیت دارد و ۲۴۶ متر بالاتر از سطح دریا واقع شده‌است.